# Élastographie

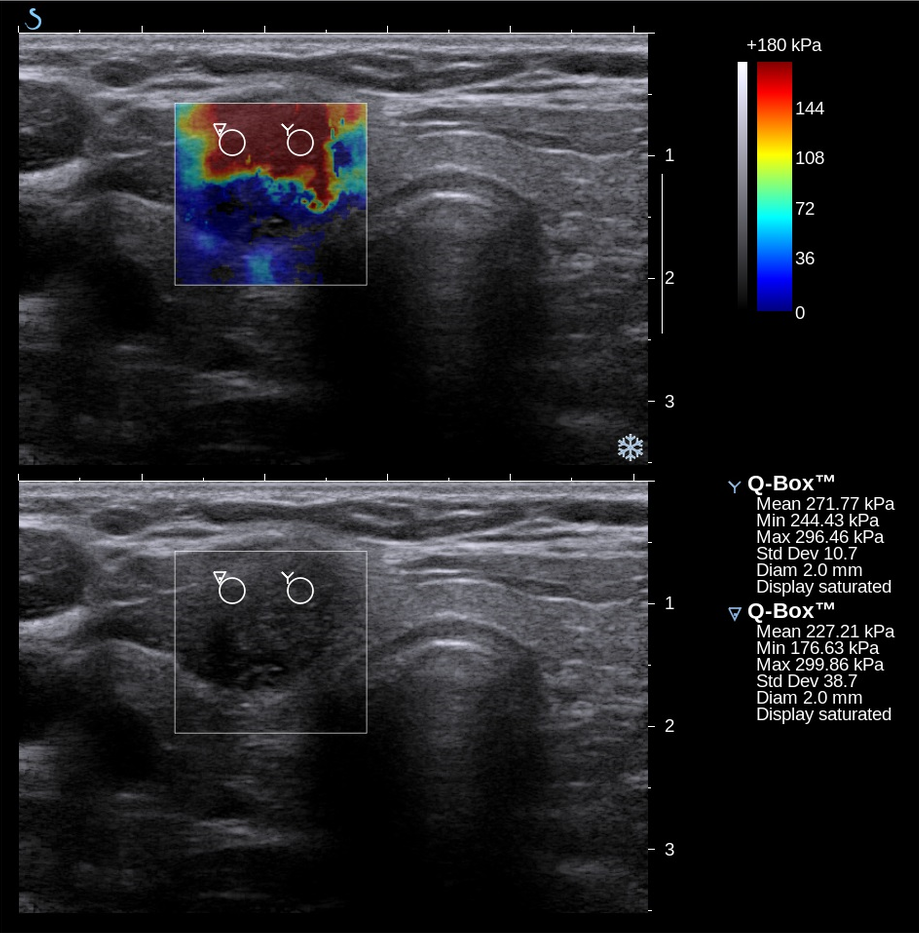
Échographie conventionnelle (en bas) et élastographie (échographie supersoniqe; en haut) d'un cancer thyroïdien papillaire. Le cancer (rouge) est beaucoup plus rigide que le tissu sain.

L'élastographie, créée par le Dr Jonathan Ophir en 1991, est une technique d’imagerie médicale pour mesurer l'élasticité du tissu biologique dans un organe. 
Les modalités d’imagerie connues permettant cette technique sont 
- l'échographie, avec son développement en
  - une dimension (1D ou line) par le Dr Laurent Sandrin et collègues sous la direction de Matthias Fink en 2002[2] et
  - deux dimensions (2D ou image) par le Dr Jérémy Bercoff et collègues en 2004[3] ;
- l’imagerie par résonance magnétique (IRM), avec le Dr Raja Muthupillai en 1995[4] ; et
- l'imagerie tactile, implémentée par le Dr Vladimir Egorov en 2010[5].